# Pseudomulleria dalyi
Pseudomulleria dalyi é uma espécie de bivalve da família Etheriidae.
É endémica da Índia.
Os seus habitats naturais são: rios.
Está ameaçada por perda de habitat.